# Hermosa Beach
Hermosa Beach è una città della contea di Los Angeles, California. La popolazione è stata calcolata in 18.566 abitanti al censimento del 2000, mentre è stata stimata a 19.435 al 2006.
La città è situata nella baia meridionale della Greater Los Angeles Area ed è una delle tre Beach Cities, circondata a nord da Manhattan Beach e a sud ed est da Redondo Beach.
Il nome deriva dal termine spagnolo hermosa, letteralmente bella.